# Gérard Mourou
Gérard Albert Mourou, född 22 juni 1944, är en fransk fysiker och nobelpristagare. Han tilldelades Nobelpriset i fysik 2018 för att, tillsammans med Donna Strickland, ha utvecklat en teknik som kallas chirped pulse amplification, eller CPA.

## Utmärkelser

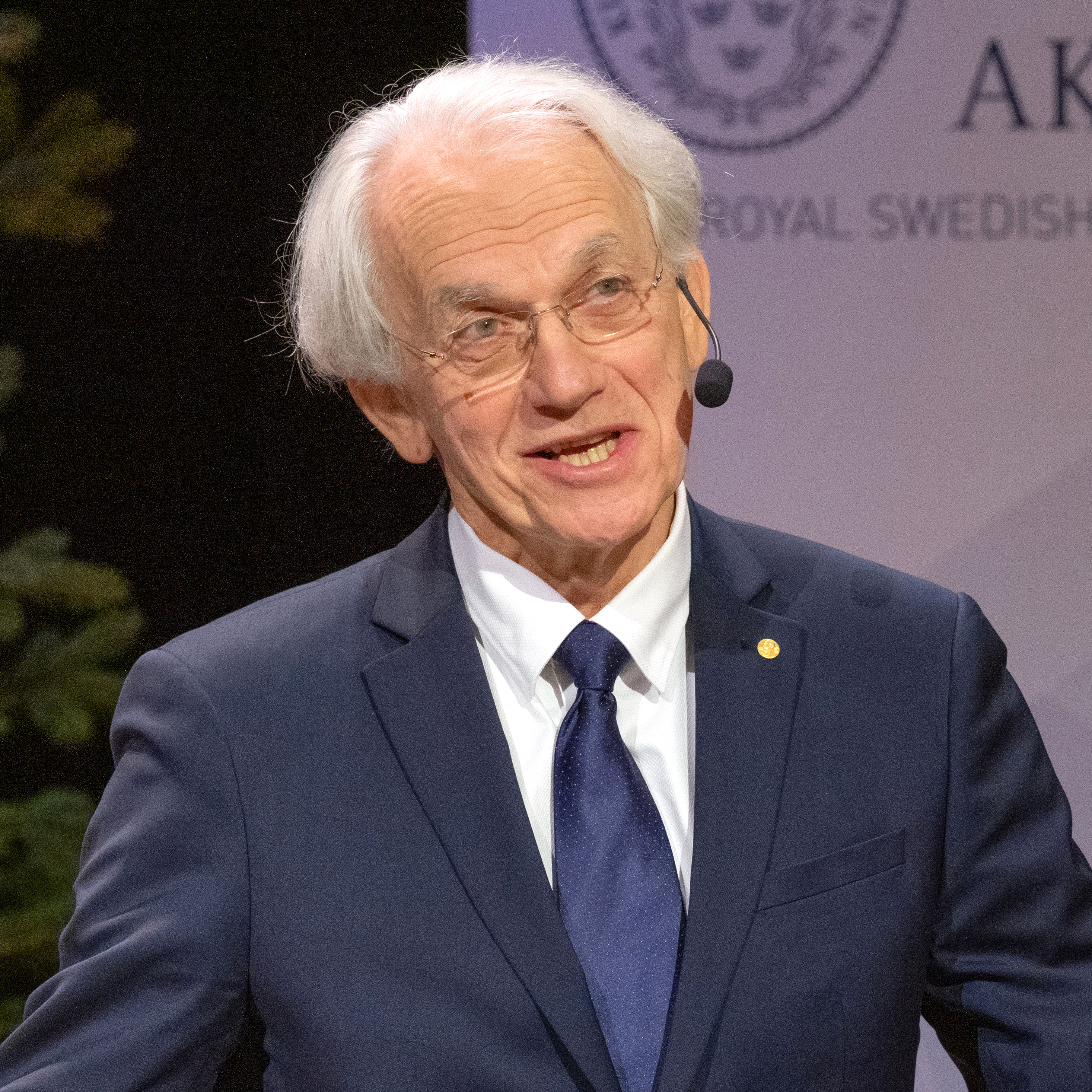
Gérard Mourou under Nobelstiftelsens presskonferens i Stockholm, december 2018.

### Ordnar
- Riddare av Hederslegionen,  14 juli 2012[4]

### Vetenskapliga priser
- Medlem av Optical Society of America
- IEEE Fellow
- R.W. Woodpriset,  1995[5]
- IEEE David Sarnoff-priset,  1999[6]
- Charles Hard Townes-priset,  2009[7]
- Frederic Ives-medaljen,  2016[8]
- Nobelpriset i fysik,  2018[9]
- Arthur L. Schawlow-priset i laserfysik,  2018[10]

### Övrigt
- Hedersdoktor vid Lavaluniversitetet
- Medlem av American Physical Society
- IEEE Fellow
- Quantum Electronics Award,  2004[11]
- Lazare Carnot-priset,  2007
- Berthold Leibinger framtidspris,  2016

Redigera Wikidata